# Filosofia da religião
A filosofia da religião é uma das divisões da filosofia. Tem por objetivo o estudo da dimensão espiritual do homem desde uma perspectiva filosófica (metafísica, antropológica e ética), indagando e pesquisando sobre a essência do fenômeno religioso. Em síntese, sua pergunta fundamental é: "O que é a religião?". Na filosofia da religião é onde ocorre o debate sobre a existência de Deus com a análise dos argumentos contra e a favor da existência de Deus, a filosofia da religião também se preocupa com a justificação e  a epistemologia da crença e a relação da ciência com a religião.

## Principais Filósofos da Religião
- Alvin Plantinga(Yale)
- William Alston
- Michael Tooley(Princeton)
- J. L.Mackie
- Alister McGrath(Oxford)
- Richard Swinburne(Oxford)
- Eleonore Stump(Harvard)
- John Hick
- Charles Taliaferro
- Antony Flew
- Dewi Zephaniah Phillips
- Basil Mitchell(Oxford)
- Elizabeth Anscombe(Oxford)
- Nicholas Wolterstorff(Harvard e Yale)
- Desidério Murcho

## Epistemologia
De acordo com o prestigioso Cambridge Dictionary of Philosophy, a epistemologia religiosa é "um ramo da filosofia que investiga o status epistêmico de atitudes proposicionais sobre reivindicações religiosas" (Audi 2015: 925). Praticamente todas as metodologias existentes e atuais em epistemologia foram empregadas na avaliação de reivindicações religiosas. Alguns desses métodos foram mais racionalistas no sentido de envolverem o raciocínio a partir de verdades ostensivamente evidentes (por exemplo, um princípio de razão suficiente), enquanto outros foram mais experienciais (por exemplo, empirismo, fenomenologia, ênfase na paixão e subjetividade, o estresse na prática como encontrado no pragmatismo).
Swinburne foi (e é) o principal defensor da teologia natural teísta desde o início dos anos 1970. Swinburne aplicou suas consideráveis habilidades analíticas ao defender a coerência e a força do teísmo, e a análise e defesa de ensinamentos cristãos específicos sobre a trindade, encarnação, ressurreição de Cristo, revelação e muito mais. Os projetos de Swinburne na tradição evidencialista na filosofia da religião estão na grande tradição da filosofia britânica da religião dos platonistas de Cambridge no século XVII, por Joseph Butler (1692-1752) e William Paley (1743–1805) aos filósofos britânicos do século XX, como como AE Taylor (1869–1945), FR Tennant (1866–1957), William Temple (1881–1944), HD Lewis (1910–1992) e AC Ewing (1899–1973). O argumento filosófico positivo do teísmo foi encontrado pelo trabalho de muitos filósofos poderosos, mais recentemente Ronald Hepburn (1927–2008), JL Mackie (1917–1981), Antony Flew (1923–2010), Richard Gale (1932–2015), William Rowe (1931–2015), Michael Martin (1932–2015), Graham Oppy (1960–), JL Schellenberg (1959–) e Paul Draper (1957–). (VerThe Routledge Companion to Theism [Taliaferro, Harrison, & Goetz 2012] para uma visão geral de tal trabalho.)
Houve pelo menos dois desenvolvimentos recentes interessantes na filosofia da religião no quadro do evidencialismo. Um foi apresentado por John Schellenberg, que argumenta que, se o Deus do cristianismo existe, a realidade de Deus seria muito mais evidente do que é. Indiscutivelmente, no entendimento cristão dos valores, um relacionamento evidente com Deus faz parte do bem humano mais elevado, e se Deus estivesse amando, Deus traria esse bem. Como há evidências de que Deus não se torna disponível para os que buscam sinceramente esse relacionamento, isso é evidência de que esse Deus não existe. De acordo com essa linha de raciocínio, a ausência de evidência do Deus do cristianismo é evidência de ausência (ver Schellenberg 2007 e Howard-Snyder & Moser 2001). O argumento se aplica além dos valores e teísmo cristãos, e a qualquer conceito de Deus em que Deus seja poderoso e bom, e que um relacionamento com um Deus tão bom seja satisfatório e bom para as criaturas. Não funcionaria com um conceito de Deus (como encontramos, por exemplo, no trabalho de Aristóteles), no qual Deus não está envolvido amorosamente e providencialmente no mundo. Essa linha de raciocínio é frequentemente referida em termos da ocultação de Deus.
Evidencialismo é a visão de que, para uma pessoa ser justificada em alguma crença, essa pessoa deve ter alguma consciência da evidência da crença. Isso geralmente é articulado como a crença de uma pessoa sendo justificada, dada a evidência total disponível para a pessoa. Nesta visão, a crença em questão não deve ser minada (ou derrotada) por outras crenças evidentes mantidas pela pessoa. Além disso, os evidencialistas costumam afirmar que o grau de confiança em uma crença deve ser proporcional à evidência. O evidencialismo foi defendido por representantes de todos os diferentes pontos de vista da filosofia da religião: teísmo, ateísmo, defensores de modelos não-teístas de Deus, agnósticos.
O evidencialismo foi desafiado por muitos motivos. Alguns argumentam que é muito rigoroso; temos muitas crenças evidentes de que estaríamos perdidos para justificar com sucesso. Em vez de evidencialismo, alguns filósofos adotam uma forma de confiabilismo, segundo a qual uma pessoa pode ser justificada em uma crença desde que a crença seja produzida por meios confiáveis, independentemente de a pessoa estar ciente ou não de evidências que justifiquem a crença. Dois movimentos na filosofia da religião desenvolvem posições que não estão alinhadas com a tradição evidencial tradicional: epistemologia reformada e epistemologia volitiva.
A epistemologia reformada foi defendida por Alvin Plantinga (1932–) e Nicholas Wolterstorff (1932–), entre outros. A epistemologia reformada é "reformada" na medida em que se baseia no reformador João Calvino (1509-1564), que alegou que as pessoas são criadas com um senso de Deus ( sensus divinitatis). Embora esse senso de Deus possa não ser aparente devido ao pecado, ele pode levar as pessoas a acreditarem em Deus de maneira confiável e a sustentar uma vida de fé cristã. Embora esse estímulo possa desempenhar um papel evidencial em termos da experiência ou percepção ostensiva de Deus, também pode justificar a crença cristã na ausência de evidências ou argumentos (ver K. Clark & VanArragon 2011; M. Bergmann 2017; e Plantinga & Bergmann 2016). Na linguagem introduzida por Plantinga, a crença em Deus pode ser tão adequadamente básica quanto nossas crenças comuns sobre outras pessoas e o mundo. A estrutura da epistemologia reformada é condicional à medida que avança a tese de que se existe um Deus e se Deus realmente nos criou com um sensus divinitatisque confiavelmente nos leva a acreditar (verdadeiramente) que Deus existe, então tal crença é justificada. Há um sentido em que a epistemologia reformada é mais uma estratégia defensiva (oferecendo motivos para pensar que a crença religiosa, se verdadeira, é justificada), em vez de fornecer uma razão positiva pela qual as pessoas que não têm (ou acreditam ter) um sensus divinitatis deve abraçar a fé cristã. Plantinga argumentou que pelo menos uma alternativa à fé cristã, o naturalismo secular, é profundamente problemática, se não auto-refutável, mas essa posição (se convincente) avançou mais como uma razão para não ser naturalista do que como uma razão de ser. um teísta. (Para uma versão mais forte do argumento de que o teísmo explica melhor a normatividade da razão do que as alternativas, veja Agents Under Fire de Angus Menuge, 2004.).
A epistemologia reformada não é um fideísmo ipso facto. O fideísmo apoia explicitamente a legitimidade da fé sem o apoio, não apenas de evidências (proposicionais), mas também da razão (MacSwain 2013). Por outro lado, a epistemologia reformada oferece uma explicação metafísica e epistemológica da garantia segundo a qual a crença em Deus pode ser garantida, mesmo que não seja apoiada por evidências, e oferece uma descrição da crença adequadamente básica, segundo a qual a crença básica em Deus é epistêmica. a par de nossas crenças básicas comuns sobre o mundo e outras mentes que parecem ser paradigmaticamente racionais. No entanto, embora a epistemologia reformada não seja necessariamente fideísta, ela compartilha com o fideísmo a ideia de que uma pessoa pode ter uma crença religiosa justificada na ausência de evidências.
Créditos: https://plato.stanford.edu/entries/philosophy-religion/#ReliEpis

## Métodos
Para o estudo da filosofia da religião são usados os métodos histórico-crítico comparativo, o filológico e o antropológico. O primeiro deles compara as várias religiões no tempo e no espaço, em busca de seus aspectos mais comuns e suas diferenças, para verificar o que constitui a essência do fenômeno religioso. O segundo faz o estudo comparativo das línguas, visando encontrar as palavras utilizadas para descrever e expressar o sagrado e suas raízes comuns. O terceiro método procura reconstruir o passado religioso tendo por base a etnologia (estudo dos povos primitivos e atuais, suas instituições, crenças, rituais e tradições).A filosofia da religião deve fazer uma adequada conjugação desses métodos "para obter a melhor soma de elementos para chegar à conclusão mais correta sobre a essência da religião e suas características universais."

## Histórico
Até o século XX, a história do pensamento filosófico ocidental encontrava-se intimamente associada às tentativas de esclarecer certos aspectos do paganismo, do judaísmo e do cristianismo, enquanto que em tradições como o hinduísmo, o budismo ou o taoismo, há uma distinção ainda menor entre a investigação filosófica e a religiosa.
O problema clássico de conceber um objeto apropriado para a crença religiosa consiste em compreender se é possível lhe atribuir algum termo: fará sentido dizer que esse objeto cria e conhece coisas, que deseja certos acontecimentos, que é bom ou providencial, que é uma ou muitas coisas?
Na teologia negativa afirma-se que Deus só pode ser conhecido quando negamos que os termos vulgares possam ser-lhe aplicados; outra sugestão influente é a de que os termos vulgares só se lhe aplicam metaforicamente, não existindo qualquer esperança de eliminar essas metáforas. Mas mesmo que se chegue a uma descrição do Ser Supremo, continuamos com o problema de encontrar um motivo para se supor que exista algo correspondente a essa descrição.
A época medieval foi a mais fértil em pretensas demonstrações da existência de Deus, como as cinco vias de Santo Tomás de Aquino, ou o argumento ontológico de Santo Anselmo. Essas provas deixaram de ter ampla aceitação desde o século XVIII, embora ainda convençam muitas pessoas e alguns filósofos.
De uma maneira geral, até os filósofos religiosos (ou talvez estes em especial) têm sido cautelosos em relação às manifestações populares da religião. Kant, um simpatizante da fé religiosa, distinguiu várias perversões dessa fé: a teosofia (uso de concepções transcendentais que confundem a razão), a demonologia (favorecimento de concepções antropomórficas do Ser Supremo), a teurgia (ilusão fanática de que esse ser pode nos comunicar sentimentos ou de que podemos exercer influência sobre Ele) e a idolatria ou a delusão supersticiosa de que podemos nos tornar aceitáveis perante o Ser Supremo através de outros meios que não o de ter a lei moral no coração (Crítica da faculdade do juízo, II.28).
No entanto, essas tendências para o contato arrebatado têm se tornado cada vez mais importantes na teologia moderna. Desde Feuerbach há uma tendência crescente na filosofia da religião em se concentrar nas dimensões sociais e antropológicas da crença religiosa (ver também jogo de linguagem, magia), ou para a conceber como uma manifestação de várias necessidades psicológicas explicáveis.

Outra reação consiste numa fuga para o elogio do comprometimento existencial puramente subjetivo (ver também existencialismo, Kierkegaard). No entanto, o argumento ontológico continua a atrair a atenção, e as tendências antifundacionalistas (ver fundacionalismo) da epistemologia moderna não são inteiramente hostis às pretensões cognitivas que se baseiam na experiência religiosa.

## Leitura recomendada
- The London Philosophy Study Guide oferece muitas sugestões sobre o que ler, dependendo da familiaridade do estudante do assunto: Filosofia da Religião
- William L. Rowe, William J. Wainwright, Philosophy of Religion: Selected Readings, Third Ed.  (Florida: Harcourt Brace & Company, 1998)
- Religious Studies é um jornal internacional de filosofia da religião. É acessível online e em formato impresso; possui arquivos online a partir da edição n.º 1 de 1965. São publicadas quatro edições por ano.